# Пайгусовське сільське поселення
Пайгу́совське сільське поселення (рос. Пайгусовское сельское поселение) — муніципальне утворення у складі Гірськомарійського району Марій Ел, Росія. Адміністративний центр — село Пайгусово.

## Історія
Станом на 2002 рік існували Пайгусовська сільська рада (село Пайгусово, присілки Актушево, Алатаєво, Алманово, Верхнє Акчеріно, Ілдаркіно, Ісюткіно, Каранькіно, Карманери, Лідвуй, Мідяшкино, М'ятиково, Нижнє Акчеріно, Пактаєво, Порандайкіно, Салмандаєво, Сідуліно, Студена Колода, Тегаєво, Тушево, Четаєво, Яматайкіно) та Сурська сільська рада (присілки Атюлово, Атюловський, Березово, Етвайнури, Красне Селище, Макаркино, Мікушкіно, Нова Слобода, Пернянгаші, П'ятилиповка, Федоткино, Циганово, Шимваж, Шуркушерга, Яштуга, виселки Красний Май, Ленінський, Революція, Цигановський).

## Населення
Населення — 2270 осіб (2019, 2846 у 2010, 3367 у 2002).

## Склад
До складу поселення входять такі населені пункти:
| Населений пункт           | Населення, осіб (2002) | Населення, осіб (2010) |
| ------------------------- | ---------------------- | ---------------------- |
| Актушево, присілок        | 119                    | 112                    |
| Алатаєво, присілок        | 94                     | 72                     |
| Алманово, присілок        | 106                    | 70                     |
| Атюлово, присілок         | 74                     | 51                     |
| Атюловський, присілок     | 17                     | 9                      |
| Березово, присілок        | 83                     | 69                     |
| Верхнє Акчеріно, присілок | 74                     | 63                     |
| Етвайнури, присілок       | 130                    | 110                    |
| Ілдаркіно, присілок       | 45                     | 40                     |
| Ісюткіно, присілок        | 71                     | 64                     |
| Каранькіно, присілок      | 28                     | 20                     |
| Карманери, присілок       | 23                     | 19                     |
| Красне Селище, присілок   | 40                     | 46                     |
| Красний Май, виселок      | 44                     | 24                     |
| Ленінський, виселок       | 51                     | 34                     |
| Лідвуй, присілок          | 22                     | 27                     |
| Макаркино, присілок       | 170                    | 146                    |
| Мідяшкино, присілок       | 66                     | 56                     |
| Мікушкіно, присілок       | 12                     | 6                      |
| М'ятиково, присілок       | 36                     | 31                     |
| Нижнє Акчеріно, присілок  | 90                     | 81                     |
| Нова Слобода, присілок    | 127                    | 117                    |
| Пайгусово, село           | 321                    | 314                    |
| Пактаєво, присілок        | 27                     | 18                     |
| Пернянгаші, присілок      | 249                    | 214                    |
| Порандайкіно, присілок    | 75                     | 44                     |
| П'ятилиповка, присілок    | 93                     | 83                     |
| Революція, виселок        | 158                    | 133                    |
| Салмандаєво, присілок     | 160                    | 135                    |
| Сідуліно, присілок        | 48                     | 57                     |
| Студена Колода, присілок  | 89                     | 57                     |
| Тегаєво, присілок         | 32                     | 18                     |
| Тушево, присілок          | 54                     | 63                     |
| Федоткино, присілок       | 54                     | 43                     |
| Циганово, присілок        | 171                    | 131                    |
| Цигановський, виселок     | 50                     | 44                     |
| Четаєво, присілок         | 22                     | 14                     |
| Шимваж, присілок          | 31                     | 20                     |
| Шуркушерга, присілок      | 27                     | 21                     |
| Яматайкіно, присілок      | 43                     | 43                     |
| Яштуга, присілок          | 141                    | 127                    |